# Iglesia de Santiago (Peñalba de Santiago)
La iglesia de Santiago de Peñalba es un templo católico situado en la localidad española de Peñalba de Santiago, perteneciente al municipio de Ponferrada, en la comarca del Bierzo, provincia de León, comunidad autónoma de Castilla y León. Se trata de una de las joyas arquitectónicas más representativas del arte mozárabe prerrománico, también considerada como parte de la arquitectura de Fusión o Leonesa. Construida a comienzos del siglo X por iniciativa de San Genadio de Astorga, fue inaugurada en el año 937 por su discípulo el abad Salomón. La iglesia es el único edificio que queda en pie de un conjunto monástico hoy desaparecido.
Esta zona montañosa, llena de monasterios e iglesias eremíticas desde el siglo VIII, mereció el sobrenombre de Tebaida leonesa. Su situación en el centro de los Montes Aquilianos, la zona más abrupta de los Montes de León, facilitaba el aislamiento que buscaban los santos ascéticos de los siglos VIII, IX y X, como San Fructuoso y San Genadio. La figura de este último es relevante, en tanto que se le considera como el impulsor del renacimiento espiritual y eremítico de la zona del Bierzo.
Está declarada como Bien de Interés Cultural (BIC) y es Monumento Histórico-Artístico Nacional desde 1931.

## Historia
El reino de León fue, desde su nacimiento, un espacio político de encuentros y desencuentros habitado por una «sociedad de frontera», que contó con su propio concepto estético. El arte del reino de León es un arte único, singular, por una sencilla razón: porque fue una sociedad muy plural, rica en matices culturales, y en constante transformación. Es en este contexto de «convivencia medieval» - cristiana, hebrea y musulmana - en el que los territorios mudaban sus dimensiones y estatus casi de un día para otro en virtud de «razzias» musulmanas, «algaradas» cristianas y pactos, en el que se sitúa el origen de Santiago de Peñalba.
La iglesia de Santiago de Peñalba fue ideada por una mente cristiana, la de San Genadio; fue planificada por otra mente cristiana, la de Salomón, pero construida y decorada por una colectividad cristiana arabizada de la que formaron parte excelentes maestros de obras, pintores y escultores. Todo apunta a que quien trabajó en la iglesia fue un taller especializado y organizado, ya fuera muladí, ex-muladí o islámico, procedente de Al-Ándalus. Fue la época esplendorosa del monasterio que, como tal, desapareció cerca del año 1283.
La iglesia fue construida en la primera mitad del siglo X (entre los años 931 y 937) en el reinado de Ramiro II. Este mismo monarca dotó a la Iglesia de donaciones, tales como la Cruz de Peñalba (donada en el año 940) y que hoy en día es todo un símbolo de la comarca del Bierzo. A lo largo de su historia, a pesar de sus múltiples reliquias, el conjunto monástico será objeto de dificultades económicas, que tendrán que ser saldadas con donaciones.
Tras la desaparición del monasterio, Santiago de Peñalba mantiene su culto como iglesia parroquial al abrigo del pueblo de Peñalba de Santiago, que se construirá alrededor de la misma. En un entorno aislado y con una población dedicada íntegramente a la ganadería y a las cosechas, el templo se mantuvo prácticamente intocado, sin reformas ni añadidos posteriores que alterasen su estado original. No sería hasta la llegada a Peñalba de historiadores como Manuel Gómez-Moreno (1909), cuando el valor histórico de Peñalba se daría a conocer. 

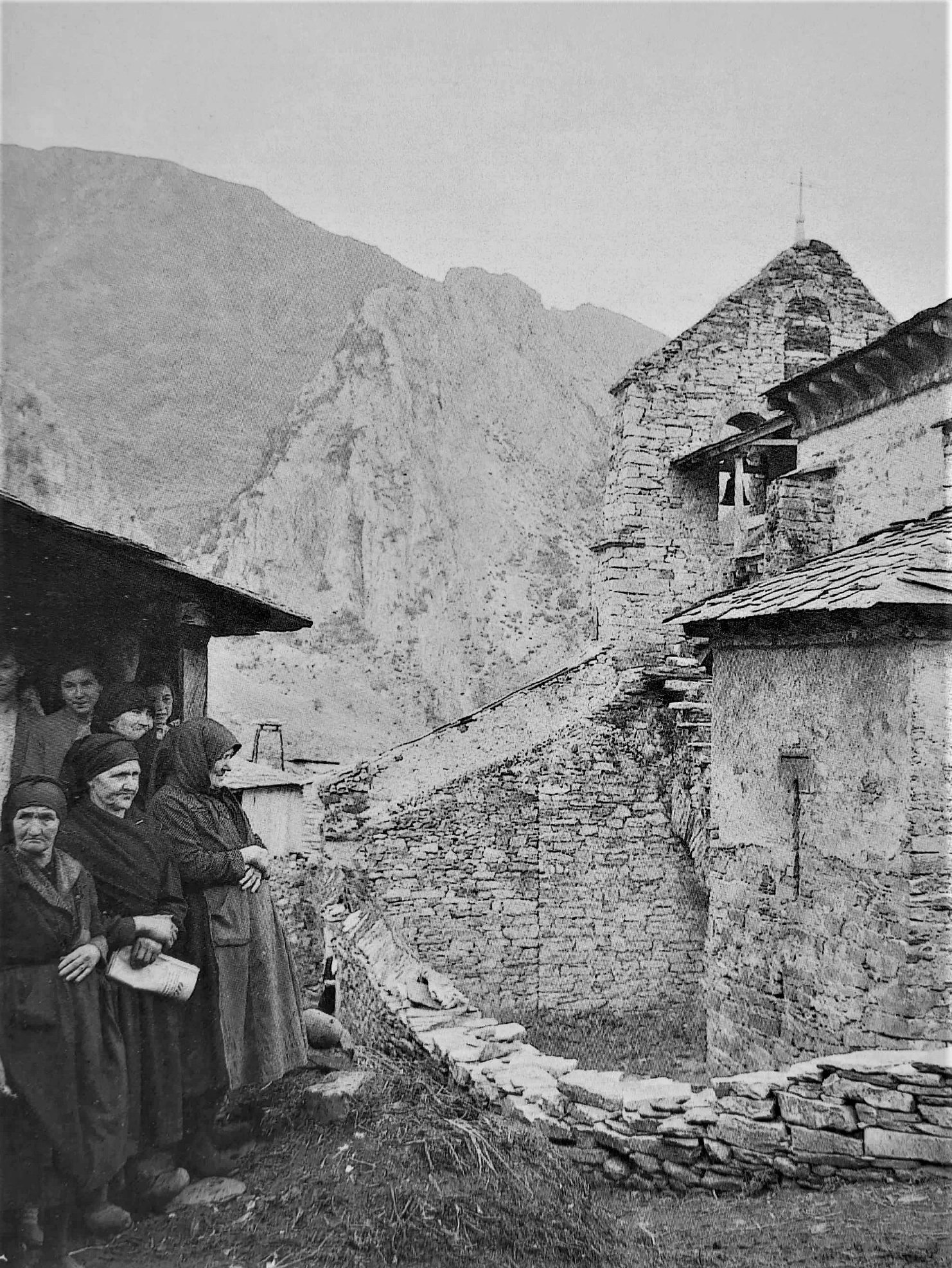
Iglesia y espadaña en 1951

## Arquitectura

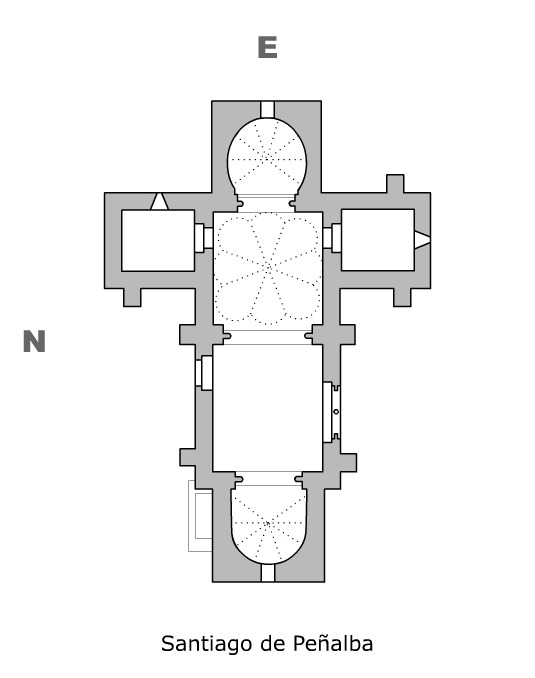
Planta

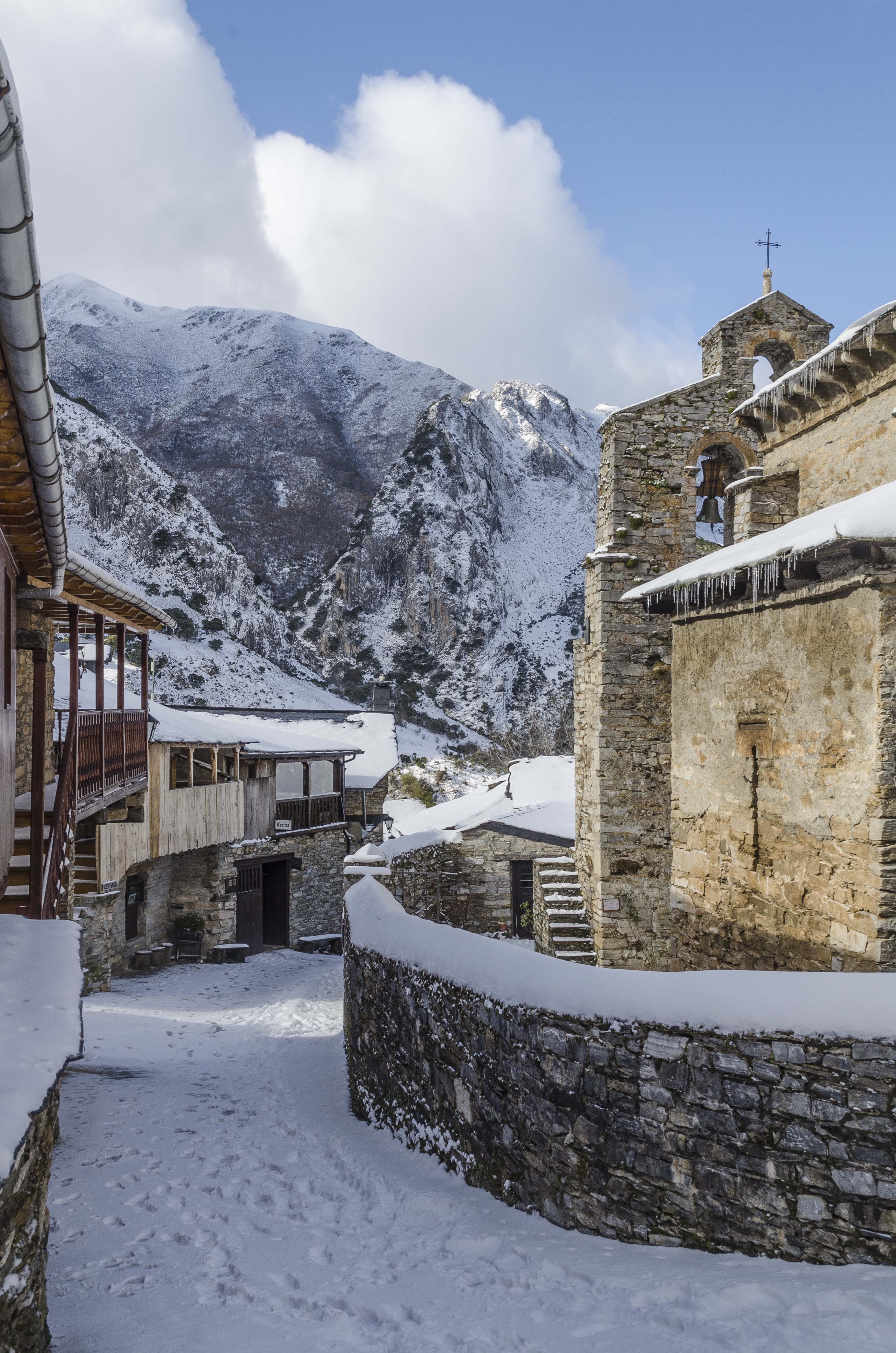
Iglesia de Santiago de Peñalba

Santiago de Peñalba, construida con mampostería de pizarra y caliza, presenta una apariencia exterior similar a las iglesias visigodas de tipo cruciforme. Sin embargo, su estructura real difiere notablemente al estar compuesta por seis elementos prismáticos, cuatro en el eje principal y dos capillas laterales que forman una cruz sin generar una nave de crucero. Los tejados de pizarra tienen aleros pronunciados sostenidos por modillones decorados con motivos geométricos y rosetas, característicos de las iglesias mozárabes. Destaca también la ubicación separada de la espadaña con campanas, situada al pie de la planta en cruz en la cara oeste del edificio.
El acceso principal, en el costado sur, revela una portada con dos arcos de herradura pronunciada con alfiz, sostenidos por columnas de mármol y adornados con capiteles corintios degenerados. Este elemento decorativo no cumple una función de soporte, ya que está enmarcado por un gran arco de herradura que sirve de descarga, creando un pequeño pórtico.
En el interior, destaca por ser una iglesia de ábsides contrapuestos, poco común para la época y circunstancias en las que se encuentra. La existencia del contraábside se relaciona con influencias de origen norteafricano. Este segundo ábside, orientado al sol poniente y siguiendo una antigua tradición de la arquitectura sagrada, cumplía una función funeraria, ya que en él fue enterrado San Genadio. 
La cabecera tiene un ábside cuadrado en el exterior y en herradura en el interior, con una bóveda gallonada. La nave y compartimentos laterales están cubiertos por bóvedas de cañón. La estructura está diseñada para resaltar un cimborrio, con muros soportados por bóvedas y una innovadora técnica que permite grandes aberturas y arcos de herradura. La iglesia muestra una rica decoración interior, con pinturas altomedievalesque datan de la época califal y representan motivos vegetales y geométricos, así como simulaciones de ladrillo.
En conjunto, la iglesia de Santiago de Peñalba se presenta como un testamento arquitectónico de diversas influencias culturales y estilísticas. Su singularidad se manifiesta en una fusión única de elementos decorativos, donde símbolos lunares y astrales evocan la herencia celta, mientras que la planta de cruz latina proclama su devoción cristiana. La presencia de rasgos árabes, como la cúpula gallonada en el cimborrio del crucero, junto con los distintivos arcos de herradura de estilo mozárabe, otorgan a esta iglesia una complejidad única.

## Interior

### Pinturas murales

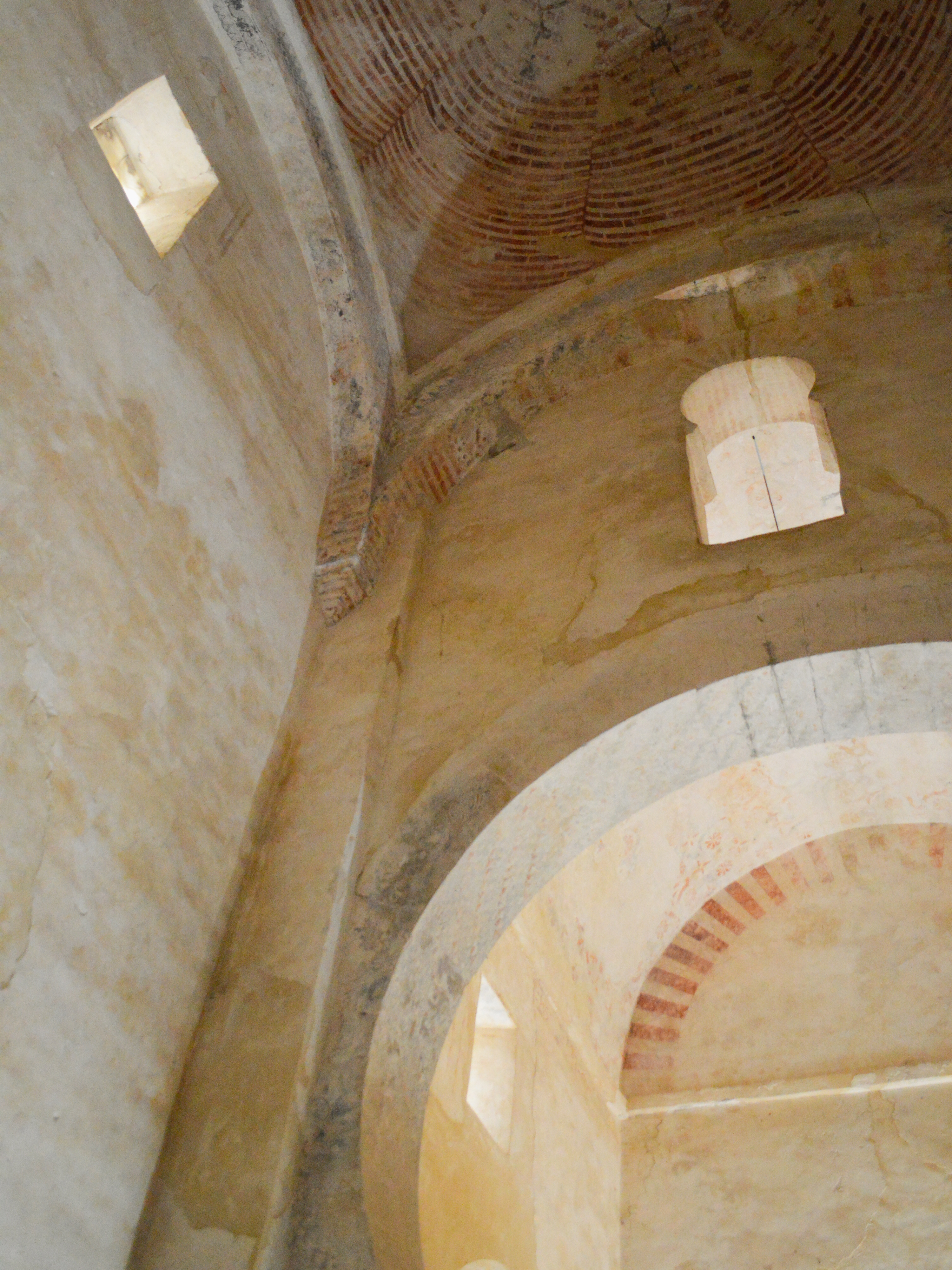
Restos de pinturas murales datadas de la época califal

En el interior, la iglesia está recubierta de pinturas murales datadas de la época califal. La pintura cubría originalmente todo el edificio, aunque ahora se conserva especialmente en los arcos de la cúpula gallonada de la nave central y en los dos ábsides. Las pinturas poseen tres momentos diferentes, siendo el más primitivo coetáneo a la iglesia, del siglo X, y fueron ejecutadas con la técnica de pintura al fresco sobre un mortero de arena y cal: sobre el muro todavía húmedo se trasladó - utilizando el punzón, la regla y el compás - el esquema compositivo, y posteriormente se aplicaron los pigmentos.
Entre los motivos pictóricos destaca el ladrillo fingido, además de otras pinturas con motivos vegetales y geométricos. El zócalo de almagra (pintura roja hecha a base de óxido de hierro de tipo arcilloso) es sorprendentemente similar al encontrado en Medina Azahara en Córdoba. Se trata de una decoración ejecutada con una excelente técnica y empleando unos pigmentos de gran calidad. Han sido restauradas parcialmente en el año 2004, un proceso que continúa en la actualidad.

### Grafitos medievales

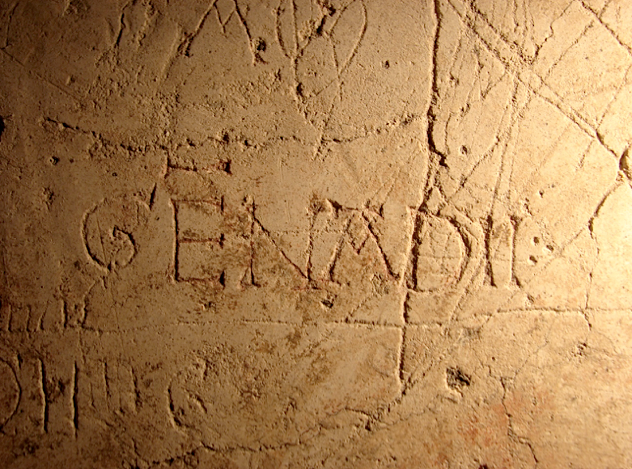
Grafito en referencia a San Genadio, santo fundador de la iglesia

En el interior de la iglesia, especialmente sobre las paredes del coro,  se conserva una extensa colección de grafitos medievales: distintos grabados en estuco de figuras humanas, geométricas e incluso de animales. Se trata de una colección compleja y diversa, entendida como un reflejo espontáneo de la vida de los distintos moradores del templo. Algunos grafitos corresponderían a pruebas realizadas por los monjes antes de transcribir dichos dibujos al papel, ya que el papel era un bien muy preciado. En otros casos, las obras se atribuyen a dibujos realizados por los monjes para entretenerse o incluso como reafirmación de la identidad personal.
En el conjunto destacan las figuras de dos leones, una escena de caza, la figura de un monje ataviado con espuelas de montar a caballo en posición de bendecir, o varios grafitos epigráficos que repiten el nombre de GĒNADII, en referencia a San Genadio.

## Reliquias

### Cruz de Peñalba

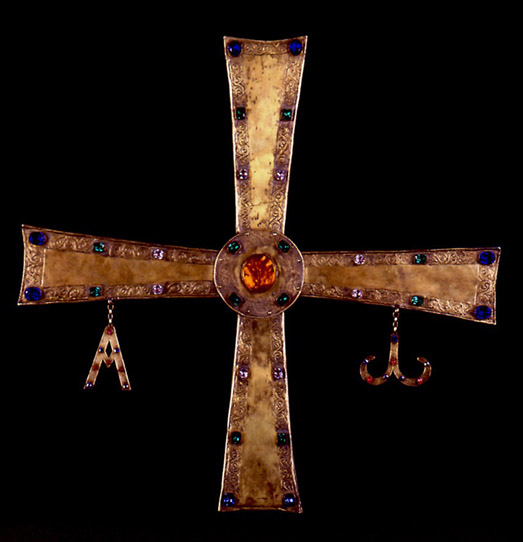
Cruz de Peñalba, símbolo de la comarca del Bierzo

La Cruz de Peñalba es una cruz votiva regalada en el siglo X por el rey leonés Ramiro II a San Genadio en agradecimiento al auxilio recibido del Apóstol Santiago en la batalla de Simancas (año 939) contra Abderramán III. Es uno de los principales símbolos de identidad del Bierzo y se exhibe en el Museo de León.

### Cáliz y patena de Santiago de Peñalba
Al igual que la Cruz, el Cáliz y la patena de Santiago de Peñalba proceden del desaparecido monasterio de Peñalba. Fueron mandados elaborar por el abad Pelayo a mediados del siglo XII, momento en el que el mismo gozaba de gran esplendor. Forman parte de la exposición permanente del Museo del Louvre de París.

### Bolos de San Genadio
Los Bolos de San Genadio son cuatro piezas de ajedrez del siglo IX originarias de Santiago de Peñalba. Son consideradas como las más antiguas de Europa, traídas seguramente por anacoretas mozárabes, que las llevaron desde Al Ándalus al Reino de León. Se conservan un total de cuatro piezas talladas en cuerno de cabra: dos torres, una de ellas rota en dos pedazos, un caballo y un alfil.

## Intervenciones
La primera planta fue promovida por H. Florez a finales del s. XVIII. Posteriormente se realizaron obras de consolidación, limpieza y restauración (campanario, espadaña y muros) promovidas por L. Menéndez Pidal. En la intervención de 1971 se eliminan todas las estructuras adosadas, como la escalera del campanario, y se rebajó el entorno inmediato del edificio y construyó la actual tapia. En 1977, E. González Mercadé reconstruye las cubiertas con cerchas metálicas, consolida la parte alta de los muros y zuncha las bóvedas.